# Vingtaine

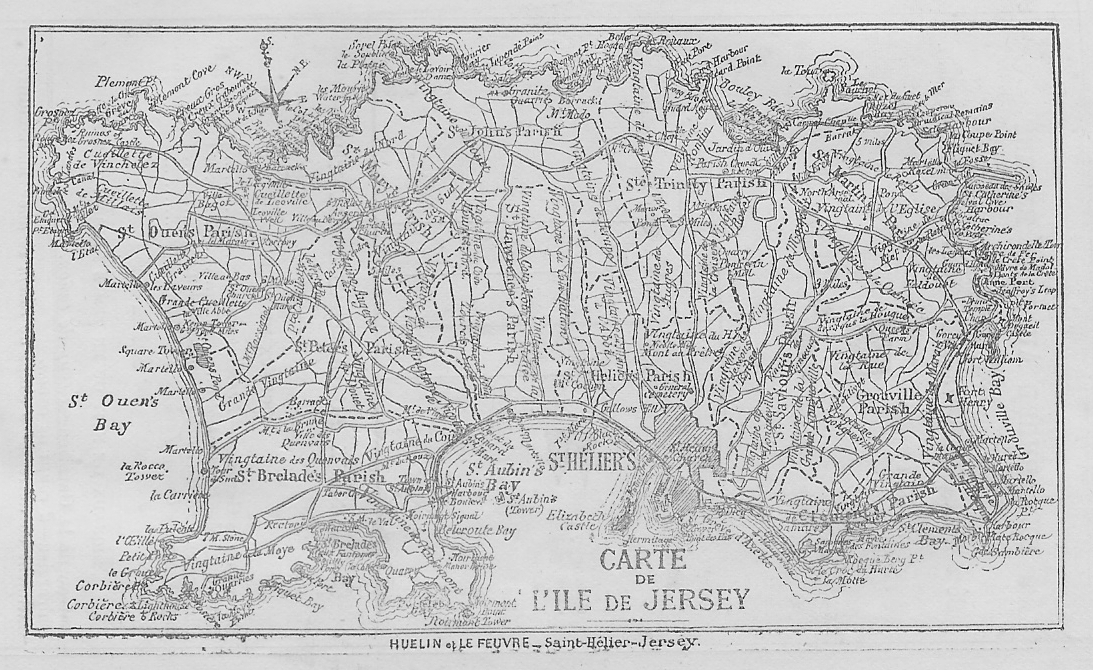
Deze kaart uit 1891 toont de plaats van de vingtaines en cueillettes op Jersey

Een vingtaine (letterlijk "groep van twintig" in de Franse taal) is een bestuurlijk district van Jersey (eiland). Zij zijn de onderverdeling van de gemeentes op Jersey, één, La Vingtaine de la Ville (The Vingtaine of the town), in Saint Helier is verder onderverdeeld in twee kantons. In feite is een vingtaine een buurtschap.
In de gemeente St. Ouen op Jersey wordt een buurtschap niet "vingtaine" genoemd maar cueillette (Jèrriais: tchilliettes). Het bestuur in de “cueillette” verloopt hetzelfde als in een “vingtaine”; met uitzondering van de verkiezing van de vingteniers deze worden door de “cueillettes” gekozen en niet door de gemeente.
In elk vingtaine worden functionarissen, namelijk de vingtenier, de centenier, gekozen. Zij maken deel uit van de "Honorary Police" op Jersey. Zij hoeven niet in de vingtaine of cueillette te wonen die zij vertegenwoordigen maar wel in de gemeente.
Constables worden gekozen door een verzameling van kiesmannen van de gemeente om een vingtaine of cueillette te besturen. De constable wijst een van de centeniers aan als hoofd van de politie.
Tevens worden wegeninspecteurs gekozen door een verzameling van kiesmannen van de gemeente om in een vingtaine of cueillette taken uit te voeren. Zij zijn verantwoordelijk voor het onderhoud van de wegen van een vingtaine. Samen met de Honorary Police worden deze functionarissen door de Royal Court benoemd. Wegeninspecteurs leggen verantwoording af aan de wegencommissie van de gemeente en handhaven diens beslissingen.
Per gemeente bestaan de volgende buurtschappen (vingtaines):

## Grouville
- La Vingtaine des Mathais
- La Vingtaine de la Rue
- La Vingtaine de Longueville
- La Vingtaine de la Rocque

De Minquiers (Jersey) zijn deel van de gemeente Grouville, echter onbewoond.

## St Brélade
- La Vingtaine de Noirmont
- La Vingtaine du Coin
- La Vingtaine des Quennevais
- La Vingtaine de la Moye

## St Clement
- La Grande Vingtaine
- La Vingtaine du Rocquier
- La Vingtaine de Samarès

## St Helier
- La Vingtaine de la Ville
  - Canton de Bas de la Vingtaine de la Ville
  - Canton de Haut de la Vingtaine de la Ville
- La Vingtaine du Rouge Bouillon
- La Vingtaine de Bas du Mont au Prêtre
- La Vingtaine de Haut du Mont au Prêtre
- La Vingtaine du Mont à l'Abbé
- La Vingtaine du Mont Cochon

## St John
- La Vingtaine du Nord
- La Vingtaine de Hérupe
- La Vingtaine du Douet

## St Lawrence
- La Vingtaine de la Vallée
- La Vingtaine du Coin Hâtain
- La Vingtaine du Coin Motier
- La Vingtaine du Coin Tourgis Nord
- La Vingtaine du Coin Tourgis Sud

## St Martin
- La Vingtaine de Rozel
- La Vingtaine de Faldouet
- La Vingtaine de la Quéruée
- La Vingtaine de l'Église
- La Vingtaine du Fief de la Reine

De Ecréhous (Jersey) zijn onderdeel van de gemeente St. Martin, echter onbewoond.

## St Mary
- La Vingtaine du Sud
- La Vingtaine du Nord

## St Ouen
In St. Ouen wordt een buurtschap niet "vingtaine" genoemd maar cueillette (Jèrriais: tchilliettes). Het bestuur in de “cueillette” verloopt hetzelfde als in een “vingtaine”; met uitzondering van de verkiezing van de vingteniers deze worden door de “cueillettes” gekozen en niet door de gemeente.
- La Petite Cueillette
- La Grande Cueillette
- La Cueillette de Grantez
- La Cueillette de Millais
- La Cueillette de Vinchelez
- La Cueillette de Léoville

## St Peter
- La Vingtaine du Douet
- La Vingtaine de St. Nicolas
- La Grande Vingtaine
- La Vingtaine des Augerez
- La Vingtaine du Coin Varin

## St Saviour
- La Vingtaine de Maufant
- La Vingtaine de Sous la Hougue
- La Vingtaine des Pigneaux
- La Vingtaine de la Grande Longueville
- La Vingtaine de la Petite Longueville
- La Vingtaine de Sous l'Église

## Trinity
- La Vingtaine de la Ville-à-l'Évêque
- La Vingtaine de Rozel
- La Vingtaine du Rondin
- La Vingtaine des Augrès
- La Vingtaine de la Croiserie